# آسویسیت – نپیسات
آسویسیت-نپیسات (انگلیسی: Aasivissuit – Nipisat: Inuit Hunting Ground between Ice and Sea) یک چشم‌انداز فرهنگی و میراث جهانی یونسکو است که در بخش مرکزی گرینلند غربی واقع شده‌است. این سایت که در سال ۲۰۱۸ به فهرست میراث جهانی اضافه شد، بقایای باستان‌شناسی بیش از ۴۰۰۰ سال را حفظ کرده و حاوی شواهد به خوبی حفظ شده از شکار و جمع‌آوری فصلی است. بقایای فرهنگ‌های Saqqaq, Dorset و Thule و مکان‌های مربوط به دوره اینوئیت و استعمار بعدی در داخل سایت محافظت می‌شوند.